# Paul Baron
Pour les articles homonymes, voir Baron.
Paul Baron, né le 23 mai 1898 à Saint-Maur-des-Fossés (Seine) et mort le 2 novembre 1973 à Saint-Médard-de-Mussidan (Dordogne), est un joueur de football international français qui évoluait au poste de milieu de terrain.

## Biographie
Il compte une sélection en équipe de France A en 1923, lors d'un match amical face à la Suisse. 
Il est « tacticien » de l'équipe de France A (entraîneur assistant de Gaston Barreau) entre septembre 1950 et le 3 juin 1951.
En 1947, Gabriel Hanot est (co-)sélectionneur de l'équipe de France et lance de nombreux projets au sein de la fédération. Il crée notamment l' « Amicale des Educateurs de football », dont les buts sont la promotion de cette profession et l'organisation de stages de perfectionnement. Jules Vandooren est le premier président de cette amicale, Paul Baron lui succède de 1951 à 1953

## Joueur

### Palmarès
- 1 sélection et 0 but en équipe de France en 1923
- Vainqueur de la Coupe de France en 1928 avec le Red Star
- Finaliste de la Coupe de France en 1921 avec l'Olympique de Paris

## Entraîneur

### Palmarès
- Vainqueur de la Coupe de France en 1945 et 1949 avec le RC Paris
- Finaliste de la Coupe de France en 1950 avec le RC Paris